# 1996 chez Disney
Cet article présente la liste des évènements de la Walt Disney Company ayant eu lieu en 1996.

## Événements

### Janvier
- 1er janvier 1996, Fermeture de l'attraction Delta Dreamflight au Magic Kingdom[1]
- 2 janvier 1996
  - Fermeture de l'attraction World of Motion à Epcot[2],[3]
  - Fermeture de l'attraction Universe of Energy (rouverte en septembre sous un autre nom) à Epcot[4]
- 3 janvier 1996, Dernière émission du Disney Club Mercredi sur TF1
- 4 janvier 1996, Les actionnaires de Disney approuve la fusion avec Capital Cities/ABC lors d'un congrès spécial à New York[5]
- 6 janvier 1996, Première émission du Disney Club Samedi sur TF1
- 19 janvier 1996, Sortie nationale du film Professeur Holland d'Hollywood Pictures aux États-Unis
- 26 janvier 1996, Ouverture du Walt Disney World Speedway au Walt Disney World Resort[6]

### Février
- 9 février 1996
  - Ouverture du Disney Institute à Walt Disney World Resort[7]
  - Disney acquiert totalement American Broadcasting Company incluant 80 % d'ESPN[5]
- 16 février 1996, Sortie du film L'Île au trésor des Muppets aux États-Unis
- 21 février 1996, Lancement du site Disney.com[8]

### Mars
- 10 mars 1996, Ouverture du restaurant Fulton's Crab House à Downtown Disney Marketplace

### Avril
- 3 avril 1996, Disney et Mattel annoncent un contrat pour des produits basés sur les personnages Disney[9]
- 10 avril 1996, le Los Angeles Times annonce que Disney va s'installer au 5161 Lankershim Blvd à North Hollywood d'anciens bureaux de Hewlett-Packard[10]
- 12 avril 1996, Sortie du film James et la Pêche géante
- 15 avril 1996, Ouverture de Mickey's Toontown à Tokyo Disneyland avec Roger Rabbit's Car Toon Spin[11]
- 24 avril 1996, dépôt de la plainte de Janet Gilmer contre Buena Vista Home Video, pour des images pornographiques ou insultantes dans les films Disney[12],[13],[14].

### Mai
- 20 mai 1996 : ouverture du mini-golf Fantasia Gardens à Walt Disney World Resort[15]

### Juin
- 21 juin 1996, Première mondiale du film Le Bossu de Notre-Dame aux États-Unis
- 29 juin 1996, Fermeture de l'attraction Inside the Magic aux Disney-MGM Studios

### Juillet
- 1er juillet 1996, Ouverture du Disney's BoardWalk et Disney's BoardWalk Resort ainsi que de l'ESPN Club, pré-concept des ESPN Zone[16]
- 7 juillet 1996, Fermeture de l'attraction American Journeys à Disneyland[17]
- 12 juillet 1996, Décès de Thelma Witmer, artiste de décors[18]

### Août
- 6 août 1996, Ouverture du Rainforest Cafe à Downtown Disney Marketplace[19]

### Septembre
- 15 septembre 1996, réouverture de l'attraction Universe of Energy à Epcot (sous le nom Ellen's Energy Adventure)[4]
- 23 septembre 1996, Walt Disney Holdings augmente son capital par la création de 500 millions d'actions à 1 £, portant le total à 55 millions et 100 actions[20].
- 23 septembre 1996, 335 millions d'actions de Walt Disney Holdings sont achetés par ses filiales[20].

### Octobre
- 1er octobre 1996, Ouverture du Mickey's Toontown Fair au Magic Kingdom, en remplacement du Mickey's Birthdayland[21],[11]
- 3 octobre 1996, Ouverture de la première boutique World of Disney au Downtown Disney de Walt Disney World Resort[3]
- 9 octobre 1996, 150 millions d'actions de Walt Disney Holdings sont achetés par une filiale[20].

### Novembre
- 1er novembre 1996, Lancement de la chaîne ESPNews[9],[22]
- 18 novembre 1996, Création de la société Radio Disney[23],[9]
- 18 novembre 1996, Première mondiale du film Les 101 Dalmatiens avec Glenn Close aux États-Unis
- 22 novembre 1996, Disney revend la chaîne KCAL basée à Los Angeles à Young Broadcasting pour 387 millions d'USD en contrepartie du rachat de ABC[9]
- 27 novembre 1996, Sortie nationale du film Les 101 Dalmatiens avec Glenn Close aux États-Unis

### Décembre
- 10 décembre 1996, Walt Disney Holdings procède à une nouvelle augmentation de capital avec la création de 450 millions d'actions à 1 £, portant le total à 100000300[20]
- 16 décembre 1996, 15 millions d'actions de Walt Disney Holdings sont achetés par une filiale[20].